# Ravne (Kotor-Varoš)
Ravne (szerbül: Равне), falu Bosznia-Hercegovinában, a Bosanska Krajina keleti részén, Kotor-Varoš községben, a Szerb Köztársaságban. 

## Fekvése
A település Bosznia-Hercegovina északi részén, Banja Lukától légvonalban 19, közúton 37 km-re délkeletre, községközpontjától légvonalban 2, közúton 4 km-re északnyugatra, a Čemernica-hegység keleti nyúlványain, 370-600 méteres magasságban található. 

## Népessége
| Nemzetiségi csoport | Népesség 1991 | Népesség 2013 |
| ------------------- | ------------- | ------------- |
| Szerb               | 0             | 1             |
| Bosnyák             | 414           | 218           |
| Horvát              | 28            | 14            |
| Jugoszláv           | 0             | 0             |
| Egyéb               | 1             | 1             |
| Összesen            | 443           | 234           |

## Története
A muszlim lakosságú település 1878-ig tartozott az Oszmán Birodalomhoz, ekkor a berlini kongresszus határozata alapján az Osztrák-Magyar Monarchia része lett. 1879-ben az első osztrák-magyar népszámlálás során a Banja Luka-i járáshoz tartozó településnek 20 háztartása és 115 muszlim lakosa volt. 1910-ben a Kotor Varoš-i járáshoz tartozó Šibovi községbe tartozó településen 29 háztartást, 138 muszlim és 11 római katolikus lakost találtak. A monarchia szétesésével 1918-ban előbb a Szerb-Horvát-Szlovén Királyság, majd 1929-től a Jugoszláv Királyság része lett. 1921-ben 154 lakosa volt, akik közül 147 muszlim bosnyák és 7 római katolikus horvát volt. Az 1929-es törvény értelmében, amikor Bosznia-Hercegovinát négy banovinára, Drinskára, Vrbaskára, Zetskára és Primorskára osztották, a település a Vrbaska banovina része lett, amelynek székhelye Banja Luka volt. Jugoszlávia megszállása után a Független Horvát Állam (NDH) része lett. A második világháború után 1992-ig a szocialista Jugoszlávia részeként a Bosznia-Hercegovinai Népköztársasághoz tartozott. A boszniai háborúban a falu muszlim lakosságát elűzték, mecsetüket lerombolták. A boszniai háborút lezáró daytoni békeszerződést követő területfelosztásnál Kotor-Varoš község részeként a Szerb Köztársaság területéhez került.

## Nevezetességei
A falu mecsetét 1992. október 12-én a boszniai szerb félkatonai erők felrobbantották. A robbanás következtében az épület teljesen megsemmisült, romhalmazzá változott. Az egyetlen azonosítható a mecset megmaradt elemei a beton müezzin erkély (sherfe) és a lerombolt minaret töredékei voltak, a romok tetején heverve. A mecsetet háború után újjáépíették.